# Nāḩīyat al Iskandarīyah
Nāḩīyat al Iskandarīyah är en ort i Irak.   Den ligger i distriktet Al-Mahawil District och provinsen Babil, i den centrala delen av landet, 50 km söder om huvudstaden Bagdad. Nāḩīyat al Iskandarīyah ligger 37 meter över havet och antalet invånare är 64 823.
Terrängen runt Nāḩīyat al Iskandarīyah är mycket platt. Runt Nāḩīyat al Iskandarīyah är det ganska tätbefolkat, med 179 invånare per kvadratkilometer. Nāḩīyat al Iskandarīyah är det största samhället i trakten. Omgivningarna runt Nāḩīyat al Iskandarīyah är i huvudsak ett öppet busklandskap.